# Dunkeld

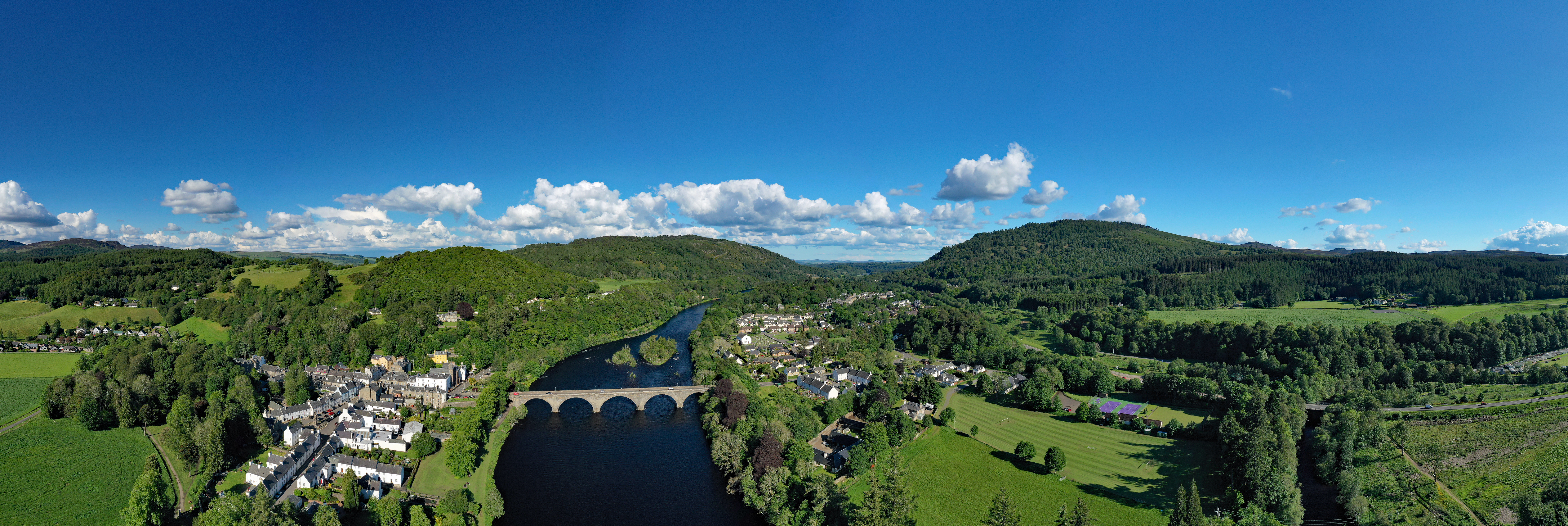
180° Luftbildpanorama mit Tay-Brücke (links Dunkeld; rechts Little Dunkeld und Birnam)

Dunkeld (Dùn Chailleann in Gälisch) ist eine Kleinstadt am Fluss Tay in den Schottischen Highlands. Der Ort liegt etwa zwei Kilometer nördlich des Dorfes Birnam, das in William Shakespeares Drama Macbeth als Birnam Wood eine wichtige Rolle spielt.
Der Name Dùn Chailleann bedeutete „Das Fort der Kaledonier“. Die Reste der Befestigungsanlage sind noch zu sehen.
Das Zentrum des Ortes, um die Ruine der Dunkeld Cathedral, besteht weitgehend aus Häusern des späten 17. Jahrhunderts. Der National Trust for Scotland besitzt im Zentrum von Dunkeld etwa 20 Häuser, die von ihm restauriert wurden. Die Kathedrale stammt aus dem Jahre 1325, aber bereits um das Jahr 600 gab es hier ein Kloster, das vermutlich von Columban gegründet worden war. Dort befanden sich seit 849 die Reliquien dieses Missionars, deshalb war Dunkeld jahrhundertelang das religiöse Zentrum Schottlands, in gleichem Rang mit der politischen Hauptstadt Scone.
Die Kathedrale wurde während der Reformation im 16. Jahrhundert zerstört, als Schottland unter dem Einfluss von John Knox presbyterianisch wurde. Damals wurden viele Kirchen vernichtet, so dass es in Schottland sehr viele große Kirchenruinen gibt.
Der Ort wurde am 21. August 1689 bei einer Belagerung durch die Highlanders weitgehend zerstört.
Die Atholl Memorial Fountain im Ortsmittelpunkt wurde 1866 im Gedenken an George Murray, 6. Duke of Atholl (1814–1864) erbaut.
Im späten 18. Jahrhundert erlebte die Stadt ein Aufblühen der Leinenindustrie. Es gab mehrere Textilfabriken und viele Heimweber.
Im Jahr 1809 wurde die Fähre, die bis dahin den Tay zwischen Dunkeld und Birnam überquert hatte, durch die Dunkeld Bridge des Architekten Thomas Telford ersetzt. Seit 1856 bedient der Bahnhof Dunkeld and Birnam beide Ortschaften.

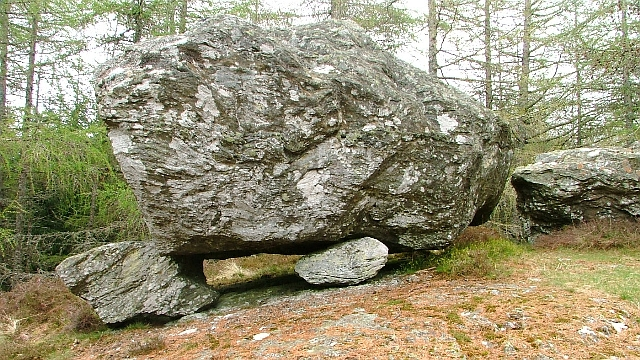
Der Wackelstein
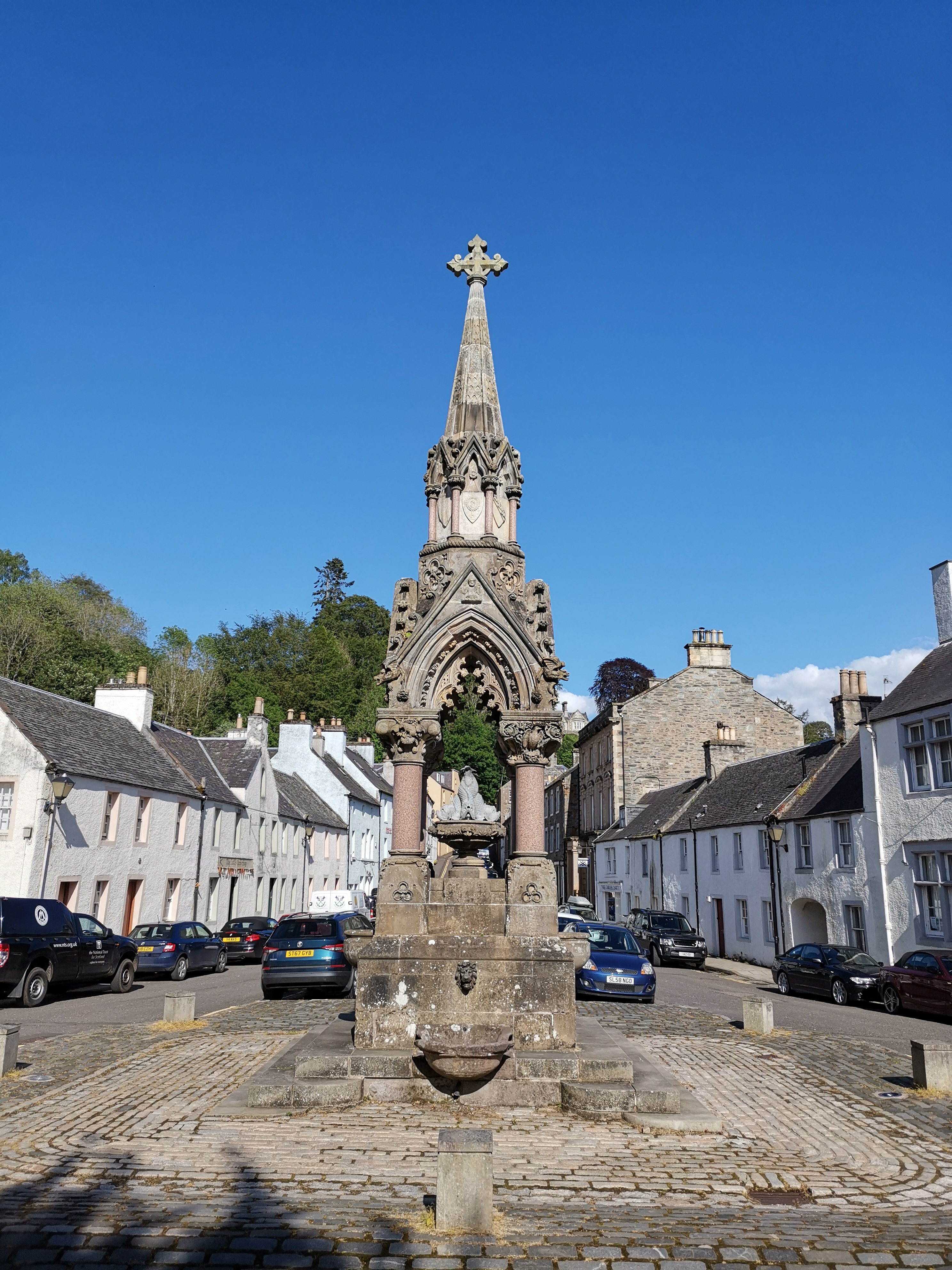
Der Atholl Memorial Brunnen
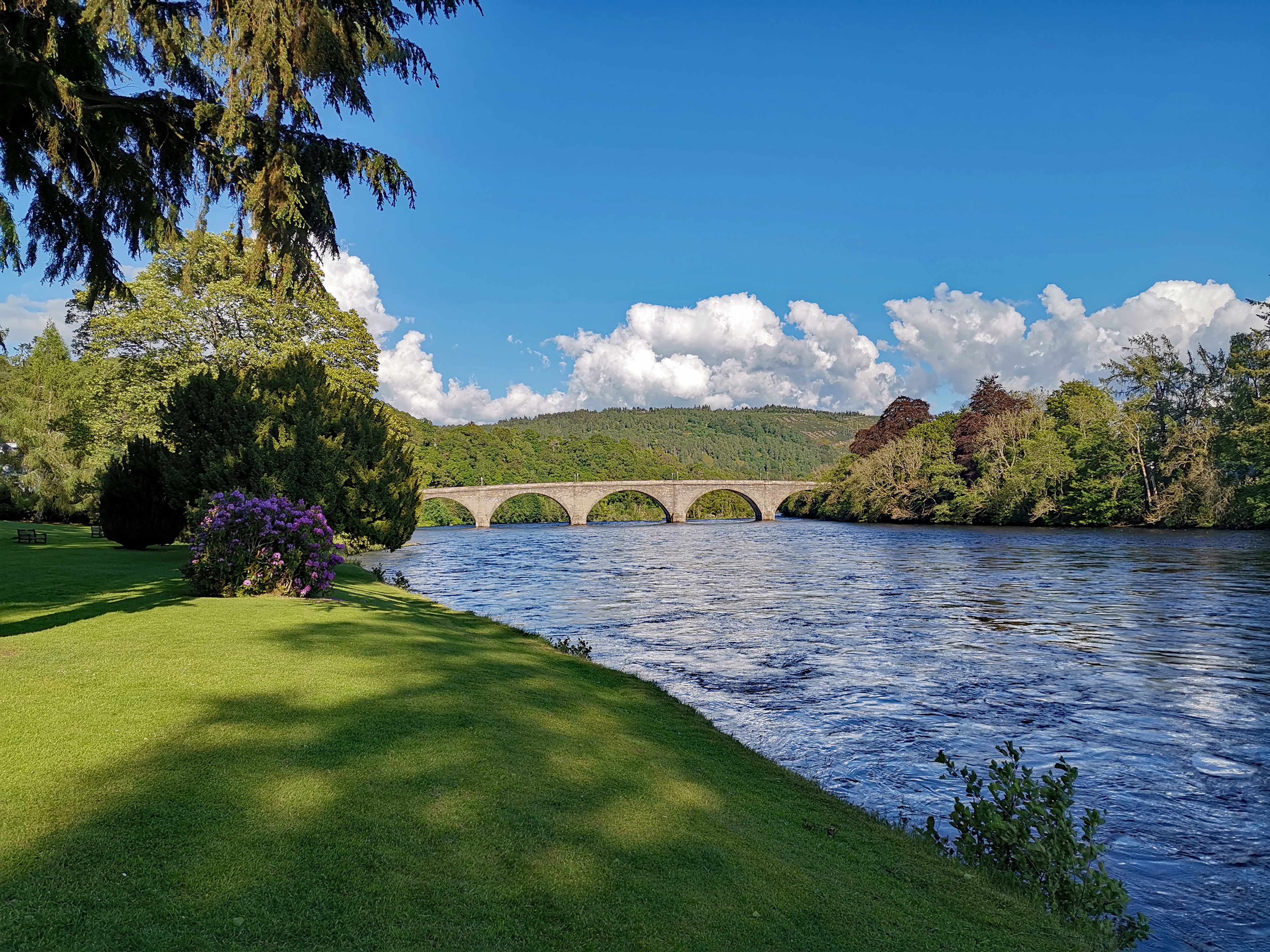
Tay Bridge

## Musik
Die Power-Metal-Band Gloryhammer veröffentlichte 2019 die Single The Siege Of Dunkeld (In Hoots We Trust) in der eine (fiktive) Schlacht, die nahe Dunkeld verortet ist, besungen wird. Das zugehörige Musikvideo hat (Stand 2024) 4,4 Millionen Aufrufe.